# العلاقات الألمانية البوتسوانية
العلاقات الألمانية البوتسوانية هي العلاقات الثنائية التي تجمع بين ألمانيا وبوتسوانا.

## مقارنة بين البلدين
هذه مقارنة عامة ومرجعية للدولتين:
| وجه المقارنة                                              | ألمانيا                                                                              | بوتسوانا                       |
| --------------------------------------------------------- | ------------------------------------------------------------------------------------ | ------------------------------ |
| المساحة (كم2)                                             | 357.41 ألف                                                                           | 581.74 ألف                     |
| عدد السكان (نسمة)                                         | 81.29 مليون                                                                          | 2.29 مليون                     |
| الكثافة السكانية (ن./كم²)                                 | 227.44                                                                               | 3.94                           |
| العاصمة                                                   | بون، برلين                                                                           | غابورون                        |
| اللغة الرسمية                                             | اللغة الألمانية                                                                      | لغة إنجليزية                   |
| العملة                                                    | يورو، مارك ألماني                                                                    | بولا بوتسواني                  |
| الناتج المحلي الإجمالي (بليون دولار)                      | 3.68 تريليون                                                                         | 17.41 مليار                    |
| الناتج المحلي الإجمالي (تعادل القوة الشرائية) بليون دولار | 3.92 تريليون                                                                         | 35.84 مليار                    |
| الناتج المحلي الإجمالي الاسمي للفرد دولار أمريكي          | 41.31 ألف                                                                            | 6.36 ألف                       |
| الناتج المحلي الإجمالي للفرد دولار أمريكي                 | 46.40 ألف                                                                            | 16.10 ألف                      |
| مؤشر التنمية البشرية                                      | 0.926                                                                                | 0.698                          |
| رمز المكالمات الدولي                                      | +49                                                                                  | +267                           |
| رمز الإنترنت                                              | .de                                                                                  | .bw                            |
| المنطقة الزمنية                                           | توقيت وسط أوروبا، ت ع م+01:00، ت ع م+02:00، توقيت أوروبا الوسطى المعياري (ت غ م +1) ‏ | ت ع م+02:00، توقيت وسط إفريقيا |

## منظمات دولية مشتركة
يشترك البلدان في عضوية مجموعة من المنظمات الدولية، منها:
| علم المنظمة | اسم المنظمة                               | تاريخ انضمام ألمانيا | تاريخ انضمام بوتسوانا |
| ----------- | ----------------------------------------- | -------------------- | --------------------- |
|             | مؤسسة التمويل الدولية                     | 20 يوليو 1956        | 23 مارس 1979          |
|             | منظمة حظر الأسلحة الكيميائية              | 29 أبريل 1997        | ?                     |
|             | يونسكو                                    | 11 يوليو 1951        | 16 يناير 1980         |
|             | البنك الإفريقي للتنمية                    | ?                    | ?                     |
|             | الأمم المتحدة                             | 18 سبتمبر 1973       | 17 أكتوبر 1966        |
|             | الاتحاد الدولي للاتصالات                  | 1866                 | 2 أبريل 1968          |
|             | منظمة الشرطة الجنائية الدولية             | ?                    | ?                     |
|             | البنك الدولي للإنشاء والتعمير             | 14 أغسطس 1952        | 24 يوليو 1968         |
|             | الاتحاد البريدي العالمي                   | 1 يوليو 1875         | ?                     |
|             | مؤسسة التنمية الدولية                     | 24 سبتمبر 1960       | 24 يوليو 1968         |
|             | منظمة التجارة العالمية                    | ?                    | ?                     |
|             | المركز الدولي لتسوية المنازعات الاستشارية | 18 مايو 1969         | 14 فبراير 1970        |
|             | وكالة ضمان الاستثمار متعدد الأطراف        | 12 أبريل 1988        | 15 مايو 1990          |

## وصلات خارجية
- موقع وزارة الخارجية الألمانية
- موقع وزارة الخارجية البوتسوانية